# Vipul Amrutlal Shah
Vipul Amrutlal Shah (né le 3 avril 1973) est un réalisateur, scénariste et producteur de cinéma indien.

## Filmographie
- 2002 : Aankhen, avec Amitabh Bachchan, Akshay Kumar, Sushmita Sen et Arjun Rampal - réalisateur et scénariste
- 2005 : Waqt: The Race Against Time, avec Amitabh Bachchan, Akshay Kumar et Priyanka Chopra - réalisateur et producteur
- 2007 : Namastey London, avec Akshay Kumar et Katrina Kaif - réalisateur et producteur
- 2009 : London Dreams - réalisateur
- 2010 : Action Replayy, avec  Aishwarya Rai et Akshay Kumar - réalisateur